# Paolo Ricciotti
 (Roma, 5 agosto 1963) è un politico italiano.

## Biografia
Impegnato fin da giovane in politica con la Democrazia Cristiana, venne eletto in consiglio comunale a Roma per due volte, nel 1989 e nel 1993.
Dopo lo scioglimento della DC aderì a Rinnovamento Italiano, con cui fu eletto alla Camera in occasione delle elezioni politiche del 1996, dopo che i candidati che lo precedevano nella lista, risultati plurieletti, ebbero optato per altra circoscrizione.
Nel novembre 1999 abbandonò il partito di Lamberto Dini, approdando a Forza Italia.
Fu rieletto alle politiche del 2001 sotto le insegne della Casa delle Libertà. Terminò il mandato parlamentare nel 2006.